# Ołeh Kerczu
Ołeh Mykołajowycz Kerczu, ukr. Олег Миколайович Керчу (ur. 6 lipca 1984 w Czerniowcach) – ukraiński piłkarz grający na pozycji obrońcy.

## Kariera piłkarska

### Kariera klubowa
Karierę piłkarską rozpoczął 5 sierpnia 2001 w składzie miejscowej Bukowyny Czerniowce. W 2006 bronił barw Desny Czernihów. Podczas przerwy zimowej sezonu 2006/07 przeszedł do Prykarpattia Iwano-Frankiwsk, a latem 2007 powrócił do Bukowyny. Na początku 2014 wyjechał do Białorusi, gdzie został piłkarzem Naftana Nowopołock. W styczniu 2015 opuścił nowopołocki klub. 18 marca 2015 podpisał kontrakt z Nywą Tarnopol. Na początku 2016 wrócił do Bukowyny, ale w końcu kwietnia wyjechał za ocean, gdzie bronił barw klubu ukraińskiej diaspory w Kanadzie Ukraine United. 1 marca 2017 po raz czwarty wrócił do Bukowyny, ale już w maju ponownie wyjeżdża do Kanady, gdzie został piłkarzem klubu Vorkuta Toronto.

### Kariera reprezentacyjna
Występował w studenckiej reprezentacji Ukrainy.

## Sukcesy i odznaczenia

### Sukcesy reprezentacyjne
- mistrz Uniwersjady: 2007

### Odznaczenia
- tytuł Mistrza Sportu Klasy Międzynarodowej: 2007